# Théobald Walsh de Serrant
Pour les autres membres de la famille, voir Famille Walsh.
Théobald Walsh, comte de Serrant, né le 28 février 1796 à Londres et mort le 18 août 1836 à Paris, est un homme politique français.

## Biographie
Théobald Gauthier Philippe Joseph Pierre Walsh est le fils de Antoine Joseph Philippe Walsh, 2ème comte de Serrant (1745-1817), lieutenant général des armées du roi, et de Louise-Charlotte de Rigaud de Vaudreuil (1770-1831), fille de Louis-Philippe de Rigaud de Vaudreuil et dame d'honneur de l'impératrice Joséphine de Beauharnais.
Il hérite du château de Serrant, qu'il avait fait restaurer à grands frais, et est fait 4ème comte de Serrant en remplacement de son demi-frère aîné Édouard (1771-1825 ; fils de Renée de Choiseul-Beaupré) par lettre patente de 1831. Il est maire de Saint-Georges-sur-Loire en 1826 et  conseiller général de Maine-et-Loire.
Il est élevé à la dignité de pair de France en 1835.

## Sources
- « Walsh de Serrant (Théobald-Gauthier-Philippe-Joseph-Pierre, comte) », dans Adolphe Robert et Gaston Cougny, Dictionnaire des parlementaires français, Edgar Bourloton, 1889-1891 [détail de l’édition]